# جاسمين توماس (كرة سلة)
جاسمين توماس (بالإنجليزية: Jasmine Thomas)‏ مواليد 30 سبتمبر 1989 في فيرفاكس، هي لاعبة كرة سلة أمريكية. بدأت مسيرتها الاحترافية في سنة 2011. تم اختيارها من قبل فريق سياتل ستورم خلال الدرافت. تلعب مع كونيتيكت صن في دوري الاتحاد الوطني لكرة السلة النسائية كلاعب هجوم خلفي. وتحمل الرقم 6.

## المسيرة الاحترافية
لعبت مع واشنطن ميستيكس في موسم 2011–2012، ثم لعبت مع أتلانتا دريم في موسم 2013–2014، ثم لعبت مع كونيتيكت صن في سنة 2015، ثم لعبت مع رامات هاشارون في سنة 2016.

## روابط خارجية
- جاسمين توماس على موقع الاتحاد الوطني لكرة السلة النسائية (الإنجليزية)
- جاسمين توماس على موقع كرة السلة الأوروبية.كوم (الإنجليزية)
- جاسمين توماس على موقع كلية كرة السلة في سبورتس رفرنس.كوم (الإنجليزية)
- جاسمين توماس على موقع بروبوليرز (الإنجليزية)
- جاسمين توماس على موقع سبورتس رفرنس (الإنجليزية)